# パイズリ

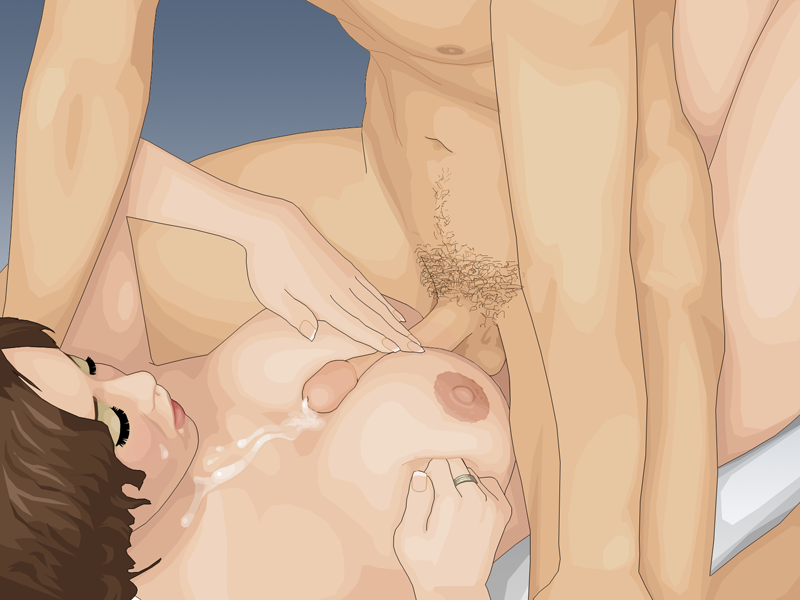
パイズリによる挟射。この状態では、男性は横たわっている女性の上に座っている。

パイズリ（英: Mammary intercourse, 俗: Titty fuck, titfuck、中: 乳交、記号でTIT）は、異性愛者のカップルで実践されることが多い人間の性的行動で、乳房を使い男性の陰茎を刺激する性行為である。
日本の性風俗業界の用語で乳房を指す口語的な言葉「おっぱい（oppai）」から派生した。

## 概要
この刺激行為は、男性の勃起や興奮を高める際の予備的または本格的な行為として行われる。最終的に男性がオルガスムを感じて射精に至るまで行われる場合もある。
ポルノ映画では男性がパートナーの胸に射精するシーンは積極的に描写され、膣外射精の表現として顔射とともに常用されている。
パイズリの大まかな定義は「乳房で男性器を刺激して性的興奮を促す行為」であり、左右の乳房の間に陰茎を挟んで両乳を上下に動かすのが一般的とされる。大きく分けて、女性が胸を動かすプレイと、男性が自ら動くプレイに分かれる。基本は男性が女性の胸の間に勃起した陰茎を挿入、2つのうちの1つが両方の胸に結合し（したがって陰茎を圧迫する）、繰り返し擦ることで構成される。ただし、静止したペニスを刺激して男性をオルガスムに導く目的で、女性が片方の胸を交互に上下に動かして引き締めるといった変形例もある。女性が胸を挟んで締めたり、男性が女性の胸をつかんで締めることで、膣による陰茎への圧迫を再現しているともいえる。
パイズリはポルノ映画の描写によって一般的になったと推察されがちだが、専門家によれば、この行為は17世紀から行われていたとされる。当時はパイズリを実践する人物として肥満の女性が好まれ、性的に最も望まれる存在であった。
研究者のオースティン・ウッズは、 ニュージーランドの売春婦を対象としたコンドーム使用習慣の研究において、コンドームの使用を拒否したクライアントへの安全なセックスの代替としてパイズリが提供されることがあると指摘している。ウッズが売春婦の指摘を引用する形で紹介するところによれば、パイズリが胸の大きい女性によって行われているとき、「クライアントはコンドームなしでセックスをしていると感じている」という。たしかにパイズリに性感染症の危険はないが、女性は相手の射精には注意しなければならない。射精の勢いは男性による制御可能な反射機能ではなく突発的な噴出である。パイズリによって噴出された精子の飛沫は、目や他の脆弱な粘膜（鼻、唇）への飛び散り、皮膚またはバストとの口または性器の接触によってSTD伝染する可能性がある。さらに寄生虫が伝染する可能性にも注意が必要である。オルガスムを促進するために、適切に行為を行うための潤滑剤としてゲルまたはクリーム（女性の胸部または陰茎に塗布する）、あるいは唾液が使用されることもしばしばである。
一方、アダルトビデオや風俗店など性風俗産業の影響から、豊かな胸（巨乳）の谷間に陰茎を挟んで行うプレイとのイメージが定着しており、胸フェティシズムとの相関性も強く指摘されている。
この性的な体位を発揮するためには、一般的に女性の胸が大きいことが必要であるとされるが、これは女性は小さなバストよりもペニスをよく挟み込めると考えられるからである。これによって得られる男性の性的快感は趣向によるところが大きい。必ずしも乳房の形やサイズなどと相関せず、また一般にさまざまな体位でのパイズリが可能である。
女性の胸が非常に大きいなど、場合によっては女性が完全に横たわった状態で男性のペニスを挟むことができる。男性はひざまずき、女性の胸の間に挟まれたペニスを性交時のように動かす。また女性が座り、男性は立ってペニスを女性の胸の間に挟んで同様に動かす。実際は、女性もこの実践の主導権を握ることができる。この状況では、男性が座って股を開き、女性（通常はひざまずく）が勃起したペニスを胸の間に入れ、ペニスを上下に動かしたり、胸に擦りつけたりして、男性のオーガズムを促進する。また、女性は男性の手足を保持し、それを乳首でこすって興奮を高めることができる。場合によっては、乳房吸引と呼ばれる手法を使用して、女性はフェラチオしながら男性を乳房で射精させることができる。男性がオルガスムに達し射精すると、精液は乳腺溝または乳房の一部を覆うが、場合によっては女性の顔にも届く。男性が女性の首に射精するとき、首に付着した精液はその見た目から「真珠のネックレス」と呼ばれることもある。
胸の谷間に挟んだままで射精させることを、「挟射（きょうしゃ）」という。
ポルノ映画ではしばしばパイズリが導入され、一連のシーンは「TIT（ティット）シーン」とも呼ばれる。パイズリを得意とするポルノ女優としてはブランディ・タロアが有名である。『Truly Nice Tits』（2002年）などで知られるポルノ映画監督のブライアン・シンは、2002年から2005年までの8つの映画でパイズリを導入している。パイズリを強調したポルノ映画『Busty Riding Academy』（2008年）は、アダルト作品販売サイト「eBoobstore.com」でウェブサイト売上のトップに数週間君臨した。この映画は二人がかりのパイズリを描いた作品として有名であり、実際、作品中ではアメリカ人女優クリスティー・マークスとチェコの女優テリーノヴァが乳首を駆使したパイズリを同時並行で実践している。2つの胸を同時に用いたパイズリシーンはポルノ映画に比較的頻繁に導入され、『Breast Worship 3』（2010年）でもアメリカ人のカサンドラ・カロゲーラとサラ・ストーンがジュール・ジョーダンのペニスを刺激している。

## 語源
「パイズリ」という日本語は、少なくとも1960年代末にはトルコ風呂（現・ソープランド）のサービス名として使われていた。男性器を乳房の間に挟み、乳房を使ってしごくというサービスである。その後も1970年代に『週刊現代』『週刊ポスト』『週刊読売』など男性週刊誌のトルコ風呂関連の記事で使われていることが国会図書館デジタルコレクションで確認できる。漫画でも1977年から日刊ゲンダイで連載開始の『やる気まんまん』（原作:牛次郎、作画:横山まさみち）第1巻でトルコ嬢が使うテクニックとしてパイズリが登場する。1990年発行の『SEX PAL』（データハウス）にも、やはりソープランドテクニックとして、マット洗いの中に「乳房でこするパイずり」が挙げられている。米川明彦編『日本俗語大辞典』（東京堂出版）には1998年の用例が掲載されており、同年の時点ですでにパイズリという言葉が定着している。
かつて、この種の行為は日本語では「紅葉合わせ」と呼ばれていた。その後、キュウリやナスなどを塩揉みする際にまな板の上へ塩を撒き、押し付けるように転がす「板擦り（いたずり）」と関連付け、押し付けるのが板ではなく胸であることからこう呼ばれるようになったと考えられる。
以上のように1960年代からパイズリという言葉は使われていたが、お笑いタレントの山田邦子はパイズリという言葉は1980年代中期に考案したと主張している。山田は2005年の雑誌インタビュー、2013年のテレビ番組でのインタビュー、2020年及び2022年のオンライン動画で考案の事実を自ら証言した。山田が20代だった当時は行為を説明する言葉が存在しなかったため、センズリから単語を着想（言葉遊び）して考案したとしている。

### 補足
イギリスのロックバンド、オアシスのリアム・ギャラガーは、ロッキング・オンのインタビューにおいて、パイズリのことを「ボンベイ・ロール」と表現した。同じくイギリスのロックバンド、ザ・シャーラタンズのティム・バージェスは、「シャークス・サンドウィッチ」と表現している。

### 由来

#### 日本
日本では、1752年にはすでにパイズリが行われていたことが確認されている。遊女向けの指南書に、パイズリとフェラチオの実践方法が記載されている。

#### 日本国外

##### スペイン語圏やイタリア語
一般には「胸のオナニー （La masturbación con los pechos o mamas）」のほか、スペインでは口語で「キューバ（cubana）」 、ラテンアメリカでは「ロシアのジャケット（chaqueta rusa）」「ロシアのわら（paja rusa）」「ロシアのプニェータ（puñeta rusa）」「フランス式、トルコ式、またはスウェーデン式（una francesa, turca, o sueca）」などとして知られている。
イタリアでは逆に「スペイン式（La spagnola）」と呼ばれ、やはり男性が乳房の間の溝に勃起したペニスを女性の胸の間に置いてこする、胸の助けを借りたオナニーとして理解されている。

##### イギリス英語
イギリスでは「フレンチ・ファック（French fuck）」とも呼び、その使用例は1930年代に遡る。さらに「ティット・ワンク（tit wank）」との呼称もある。「ティット（tit）」は乳房の俗語で、「ワンク（wank）」はマスターベーションを指す。
「ワンク」が自慰の意味で使われるのは20世紀に入ってからである。「フレンチ・ファック」については使用開始年代が不明だが、類似した表現である「フレンチ・キス（French kiss）」は20世紀に入ってから使用例が確認されている。

##### アメリカ英語
「ティット・ファック（tit-fuck）」「ティッツ・ファック（tits fuck）」「ティッティ・ファック（titty-fuck）」、または「ティット・ジョブ（tit-job）」と呼ばれる。「ティット（tit）」は乳房の俗語で、「ファック（fuck）」は性行為を指す。アメリカで「ティッツ（tits）」が乳房の意味で使われ出したのは、19世紀以降である。
日本語では「パイズリをする」と「パイズリをしてもらう」という2つの言い方があるが、アメリカ英語では「（女性が男性に対して）パイズリをする」の1つの言い方のみである。

##### ドイツ語
「ブーゼン・セックス（Busen-Sex）」、あるいは「ティッテンフィック（Tittenfick）」と呼ばれる。

##### 中国語
「乳交」と呼ばれる。

##### 韓国語
「젖치기（乳房打ち）」と呼ばれる。

##### フランス語
女性が能動的な場合は「cravate de notaire（公証人のネクタイ）」、男性が能動的な場合は「branlette espagnole（スペイン式マスターベーション）」という。
パイズリによって射精された精子は女性の体にネクタイ形を描く。フランスではかつて公証人などの特定の著名人のみが毎日ネクタイを着用していたことから、パイズリ自体が「公証人のネクタイ」と呼ばれるようになった。
「スペイン式マスターベーション」の呼称の起源はあいまいだが、パリが好景気に沸いていた20世紀初頭、ブルジョワジーらが自慰行為の一環としてスペイン人家政婦を姦通する際に行ったためだというのが通説である。家庭内労働者がスペイン人であるという実例はフランソワ・オゾンによるフィーチャー映画『ホームドラマ』にも特に示され、劇中に登場するブルジョワの家族のメンバー、ルチア・サンチェス（Lucia Sanchez）は実際にスペインの女優によって演じられている。
アゼルバイジャン語
Döşlə münasibət(乳房との関係)という言葉がある。